# 梅達 (瓜達區)
40°58′N 7°16′W / 40.967°N 7.267°W
梅達（葡萄牙語：Mêda），是葡萄牙的城鎮，位於該國中北部，由瓜達區負責管轄，始建於1519年，面積286.05平方公里，每年平均降雨量1,193毫米，2011年人口5,202，人口密度每平方公里18.19人。